# Итасс-Броке, Жанна
Жанна Итасс-Броке (фр. Jeanne Itasse-Broquet, 21 сентября 1865, XIV округ Парижа — 12 января 1941, Париж) — французский скульптор. Начала свою карьеру в возрасте четырнадцати лет, выставляясь в парижском Салоне.

## Биография
Итасс родилась 25 сентября 1867 года в Париже. Она прошла обучение у своего отца, Адольфа Итасса. Вышла замуж за скульптора Гастона Броке.
Итасс-Броке начала выставлять свои работы в Парижском салоне примерно в 1881 году и продолжала это делать до 1938 года. Она выставляла свои работы во Дворце изящных искусств и Женском доме на Всемирной Колумбовой выставке 1893 года в Чикаго, штат Иллинойс. Она также выставлялась на Всемирной выставке в 1900 году. На обеих выставках получила медали.
Итасс-Броке умерла в 1941 году в Париже.

## Галерея

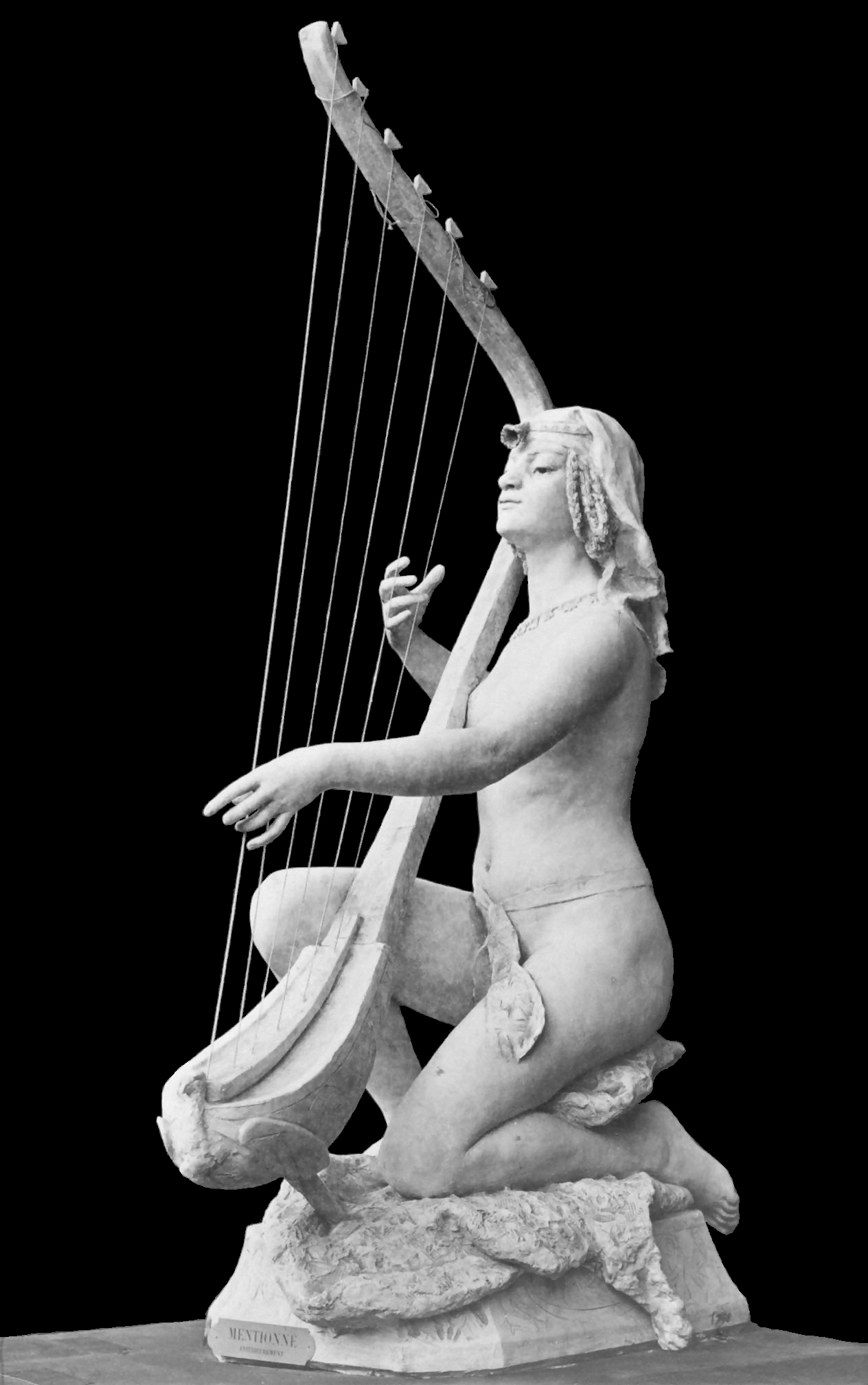
Египетская арфистка Жанны Итасс-Броке, 1891
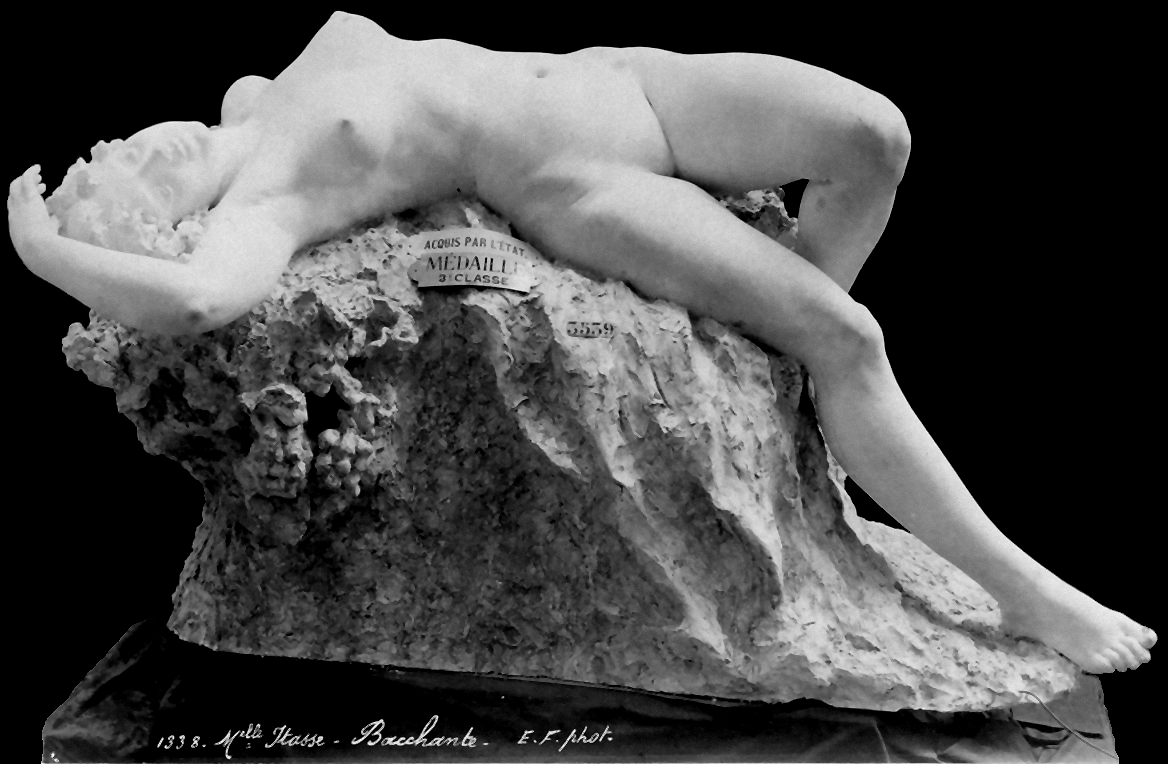
Вакханка Жанны Итасс-Броке, 1899
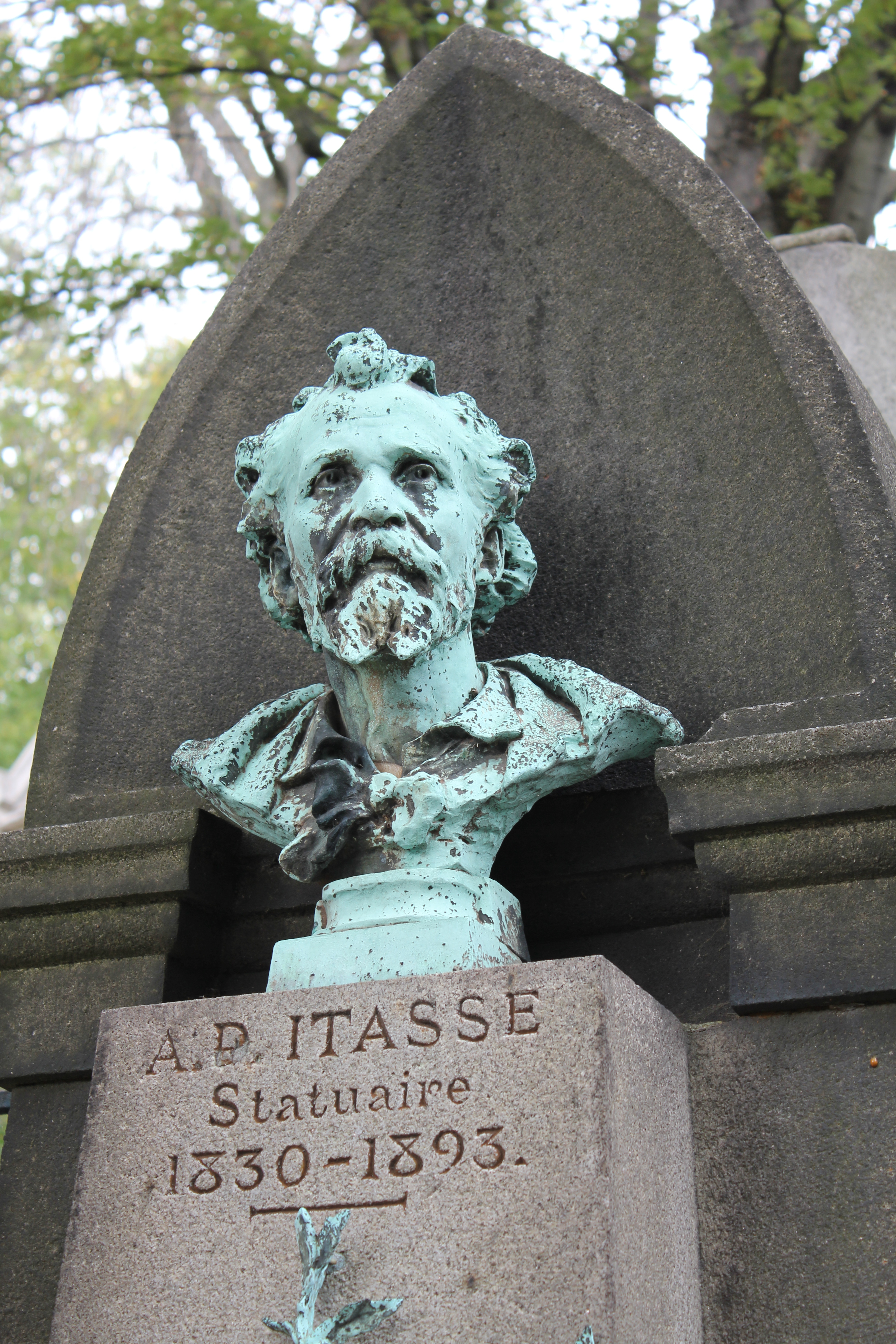
Бюст Адольфа Итасса на кладбище Пер-Лашез работы Жанны Итасс-Броке